# Sergio Pablos
Sergio Pablos (Madrid, 1970) es un animador y guionista español conocido fundamentalmente por ser el creador de películas como Despicable Me (titulada Gru: mi villano favorito en España y Mi villano favorito en Hispanoamérica) para Universal Pictures y Smallfoot producida por Warner Animation Group. Su más reciente trabajo ha sido crear, producir y dirigir desde su propio estudio de animación (The SPA Studios) la primera película de animación original de Netflix, Klaus. Pablos se convirtió en el tercer creador solitario de una franquicia de películas de animación capaz de generar más de mil millones de dólares tanto por sus ventas en cines como en los mercados auxiliares después de una sola secuela.

## Primeros pasos
Sergio Pablos nació en Madrid, España. Estudió en el Instituto de las Artes de California. Después de trabajar como animador principal en la película de animación  de 1993 Once Upon a Forest (El bosque de colores en España y Érase una vez un bosque en Hispanoamérica). Posteriormente, se trasladó a París, desde donde trabajó como animador en El jorobado de Notre Dame y Hércules (1997) en los estudios de animación que había en dicha ciudad de Walt Disney Company. Más adelante, Pablos ascendió a Supervisor de Animación en Walt Disney Animation Studios de Burbank y ejerció como tal en la película de Tarzán (1999), supervisando el personaje de "Tantor", y Treasure Planet (titulada en España: El planeta del tesoro). Por esta última se llevó una nominación a Mejor Personaje de Animación de los Premios Annie por su trabajo con el personaje "Dr. Doppler".

## Carrera
Sergio Pablos empezó en el oficio de la Animación en el prestigioso California Institute of Arts (89-92). Desde allí trabajó tanto de animador como en el diseño de personajes en varios proyectos hasta que fue contratado por Walt Disney Feature Animation en Francia donde trabajó en las producciones de animación de El jorobado de Notre Dame (el personaje de Frollo), Hércules (el personaje de Hades).
Tras esta experiencia se trasladó a los estudios de Disney en Burbank en otras importantes producciones de animación 2D, como por ejemplo y El planeta del tesoro (como Supervisor de Animación del personaje del Doctor Doppler). Fue candidato a un Premio Annie por su trabajo en El Planeta del Tesoro.  Después de su salida de Disney, fue contratado como supervisor del diseño de personajes en Columbia para la película Stuart Little 3: Call of the Wild.
Más adelante, Pablos creó la franquicia Gru: Mi villano favorito basada en su guion original Evil Me y producida por Universal Pictures. De esta forma, Pablos se estrenó como guionista del proyecto, así como también de Productor Ejecutivo. En 2010 Gru: Mi villano favorito tuvo un gran éxito de taquilla, recibió una candidatura al Globo de Oro, y se convirtió en una de las películas de animación con más altos ingresos. Pablos continuó su trabajo como diseñador de personajes en otra película animada, Río para la 20th Century Fox, presentada al año siguiente. Recibió su segunda candidatura a los Premios Annie por Río. Después del lanzamiento de la primera secuela, en español  Gru 2: mi villano favorito / Mi villano favorito en 2013, las ventas tanto en taquilla de todo el mundo como en merchandising (libros, videojuegos, series de televisión, parques temáticos, etc.), hicieron que la franquicia llegase a ingresos totales por encima de los mil millones de dólares. Entre sus más recientes trabajos, Pablos fue el productor de Metegol (titulada Futbolín en España; Underdogs en inglés), una película hispanoargentina de animación en 3D de 2013. Además, Pablos también es el creador de la idea original de Smallfoot, película de Warner Animation Group (2018). En 2019 estrenó su más reciente producción Klaus, película original Netflix, donde Pablos ejerció como creador de la idea original, guionista, director y productor.

## Vida personal
Desde mediados de la década de 2010, Pablos alterna su tiempo entre los EE. UU. y España, donde es CEO y Director Creativo de SPA Studios (Sergio Pablos Animation Studios) en Madrid.

## Filmografía
- Once Upon a Forest (1993): Animador
- A Goofy Movie (1995): Diseñador de personaje
- El jorobado de Notre Dame (1996): Animador del personaje "Frollo"
- Hércules (1997): Animador del personaje "Hades"
- Tarzan (1999): Supervisor de animación del personaje "Tantor"
- El planeta del tesoro (2002): Supervisor de animación del personaje  "Dr. Doppler"
- Stuart Little 3: Call of the Wild (Stuart Little 3: La llamada de la selva en Hispanoamérica, Stuart Little 3: Aventura en el bosque en España), (2005): Supervisor del diseñador del personaje
- Astérix y los vikingos (2006): Director de Animación
- Nocturna (2007): Director de Animación
- Despicable Me (2010): Creador de la historia original, Productor Ejecutivo
- Río (2011), Diseñador de Personajes.
- Metegol (2013): Productor
- Smallfoot (2018), Creador de la historia original, Productor Ejecutivo
- Klaus (2019) Director, escritor[8][9][10]
- Ember (2022) Director, escritor[11]

## Premios y candidaturas
| Año  | Premio          | Categoría                                       | Trabajo               | Resultado |
| ---- | --------------- | ----------------------------------------------- | --------------------- | --------- |
| 2003 | Premios Annie   | Animación de personaje                          | El Planeta del tesoro | Nominado  |
| 2012 | Premios Annie   | Diseño de personaje en una producción comercial | Río                   | Nominado  |
| 2020 | BAFTA           | Mejor película de animación                     | Klaus                 | Ganador   |
| 2020 | Oscar           | Mejor película de animación                     | Klaus                 | Nominado  |
| 2020 | Premios Annie   | Mejor película de animación                     | Klaus                 | Ganador   |
| 2020 | Premios Annie   | Mejor Director                                  | Klaus                 | Ganador   |
| 2020 | Premios Annie   | Mejor Storyboard                                | Klaus                 | Ganador   |
| 2020 | Goya            | Mejor película de animación                     | Klaus                 | Nominado  |
| 2020 | VES             | Mejor película de efectos de animación          | Klaus                 |           |
| 2020 | VES             | Mejor personaje de animación                    | Klaus                 |           |
| 2020 | Humanitas       | Mejor película de animación                     | Klaus                 | Nominado  |
| 2020 | Premios Quirino | Mejor largometraje                              | Klaus                 | Nominado  |
| 2020 | Ignotus         | Mejor Producción Audiovisual                    | Klaus                 | Ganador   |